# ブラッド・フィースト 血の祝祭日2
『ブラッド・フィースト 血の祝祭日2』（原題：Blood feast 2: all u can eat）は、アメリカ合衆国の映画作品。

## ストーリー
前作で死んだラムゼイの子孫ファドが女神イシュタルの生贄を達成しようと、再び殺人を起こす。

## キャスト
| 役名           | 俳優                         | 日本語吹替     |
| -------------- | ---------------------------- | -------------- |
| マイヤーズ     | マーク・マクラクラン         | 小竹達雄       |
| ルーミス       | ジョン・マッコネル           | 岡見文克       |
| ランプリー夫人 | メリッサ・モーガン           | 聖子           |
| ファド         | J・P・デラハウセイ           | 里タクヤ       |
| ティファニー   | トニ・ウィン                 | 小川亜夕       |
| 秘書           | ヴェロニカ・ラッセル         | 坂内麗子       |
| キャンディ     | ジル・ラオ                   | 矢谷典子       |
| バンビ         | クリスティ・ブラウン         | 藤原由子       |
| ブランディ     | シンディ・ルーバル           | 椎名久美子     |
| トリクシー     | クリスティ・ポリット         | 釜田可純       |
| 神父           | ジョン・ウォーターズ         | ベイサイド雄一 |
| 囚人           | スティーヴィー・レイニンガー | 勝木淳         |
| ランプリー     | クリス・モウアー             | 貝原朗         |